# Monte Mahagnao
Il Mahagnao è uno stratovulcano inattivo situato nella regione del Visayas Orientale, provincia di Leyte, nel centro della grande isola di Leyte nella parte centrale dell'arcipelago delle Filippine. Il vulcano è costituito da un impianto conico principale completamente ricoperto di foresta che si eleva a 860 m s.l.m..

## Morfologia e attività
La vetta del vulcano, noto anche come Kasiboi o Caiboi, risulta completamente ricoperta di vegetazione e ospita un cratere spento rivolto verso Sud. Sulle falde della montagna si trova un discreto numero di fonti termali e di fumarole; fonti termali sono la Pangujaan, la To-Od Grande e la To-Od Pequeña. Due laghi craterici di piccole dimensioni, il Malagsom e il Danao si adagiano nei pressi del cratere sul versante Sud; il Danao è formato di acqua acida e ha colorazione verde con coste irregolari e fonti termali calde. L'ultima eruzione nota sarebbe avvenuta nel 1895 ma non si conservano informazioni circa l'evento.

## Parco naturale del vulcano Mahagnao
L'area del vulcano e i territori limitrofi delle municipalità di Burauen e di La Paz nella Provincia di Leyte sono stati elevati allo stato di area protetta con atto della Repubblica del 1998 firmato dall'allora Presidente delle Filippine Fidel V. Ramos, con denominazione ufficiale di Parco naturale del vulcano Mahagnao (Mahagnao Volcano Natural Park. ).